# Scaphyglottis sickii
Scaphyglottis sickii är en orkidéart som beskrevs av Guido Frederico João Pabst. Scaphyglottis sickii ingår i släktet Scaphyglottis och familjen orkidéer. Inga underarter finns listade i Catalogue of Life.

## Bildgalleri

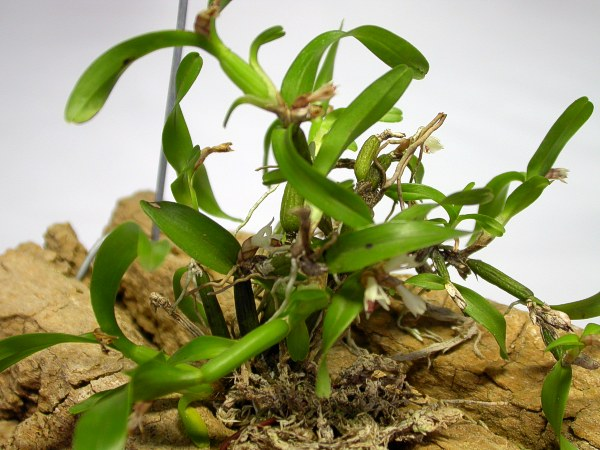